# Governatori generali dell'Unione Sudafricana
La carica di Governatore Generale dell'Unione Sudafricana fu un incarico del Regno Unito (1910-1931) e poi della corona sudafricana (1931-1961) dell'Unione Sudafricana tra il 21 maggio 1910 ed il 31 maggio 1961. L'incarico di Governatore Generale venne stabilito con il South Africa Act del 1909. L'Unione Sudafricana era uno stato del Commonwealth sino alla dichiarazione d'indipendenza dello stato.
In caso di assenza prolungata di un governatore o della mancanza dello stesso negli intervalli tra una nomina e l'altra, veniva nominato un Officer Administering the Government, ovvero un governatore provvisorio.

## Elenco dei Governatori Generali dell'Unione Sudafricana (1910-1961)
| # | Nome (Nascita–Morte)                                                       | Immagine | Da               | A                | Monarca       | Primo Ministro           |
| - | -------------------------------------------------------------------------- | -------- | ---------------- | ---------------- | ------------- | ------------------------ |
| 1 | Herbert Gladstone, I visconte Gladstone (1854–1930)                        |          | 31 maggio 1910   | 8 settembre 1914 | Giorgio V     | Louis Botha              |
| 2 | Sydney Charles Buxton, I conte Buxton (1853–1934)                          |          | 8 settembre 1914 | 17 novembre 1920 | Giorgio V     | Louis Botha              |
| 3 | SAR il principe Arturo, duca di Connaught (1883–1938)                      |          | 17 novembre 1920 | 21 gennaio 1924  | Giorgio V     | Jan Smuts                |
| 4 | Alexander Cambridge, I conte di Athlone (1874–1957)                        |          | 21 gennaio 1924  | 26 gennaio 1931  | Giorgio V     | Jan Smuts                |
| 5 | George Villiers, VI conte di Clarendon (1877–1955)                         |          | 26 gennaio 1931  | 5 aprile 1937    | Giorgio V     | J. B. M. Hertzog         |
| 6 | Sir Patrick Duncan (1870–1943)                                             |          | 5 aprile 1937    | 17 luglio 1943   | Giorgio VI    | J. B. M. Hertzog         |
| — | Nicolaas Jacobus de Wet (1873–1960) (Officer Administering the Government) |          | 17 luglio 1943   | 1º gennaio 1946  | Giorgio VI    | Jan Smuts                |
| 7 | Gideon Brand van Zyl (1873–1956)                                           |          | 1º gennaio 1946  | 1º gennaio 1951  | Giorgio VI    | Jan Smuts                |
| 8 | Ernest George Jansen (1881–1959)                                           |          | 1º gennaio 1951  | 25 novembre 1959 | Giorgio VI    | Daniel François Malan    |
| — | Lucas Cornelius Steyn (1903–1976) (Officer Administering the Government)   |          | 26 novembre 1959 | 11 dicembre 1959 | Elisabetta II | Hendrik Frensch Verwoerd |
| 9 | Charles Robberts Swart (1894–1982)                                         |          | 11 dicembre 1959 | 30 aprile 1961   | Elisabetta II | Hendrik Frensch Verwoerd |
| — | Lucas Cornelius Steyn (1903–1976) (Officer Administering the Government)   |          | 30 aprile 1961   | 31 maggio 1961   | Elisabetta II | Hendrik Frensch Verwoerd |